# ترشچوتکی
ترشچوتکی (به لهستانی:  Treszczotki) یک روستا در لهستان است که در گمینا بیلسک پودلاسکی واقع شده‌است.